# 复数 (数据类型)
一些编程语言为复数存储和算术提供复数类型作为内置数据类型。

## 复数操作
复数变量或值通常表示为一对浮点数。支持复数类型的语言通常提供用于构建此类值的特殊语法，并扩展基本算术运算以作用于它们。这些操作通常被编译器转换为浮点计算指令或库调用。这些语言还为其他操作提供支持，例如格式化、相等测试等。与数学上的看法一样，需要进行类型转换时，这些语言通常将浮点值解释为虚部为零的复数值。

## 例子
- FORTRAN COMPLEX 类型
- C语言的 C99 标准在标准库 header 中包括复数类型 <complex.h>